# 낙랑군

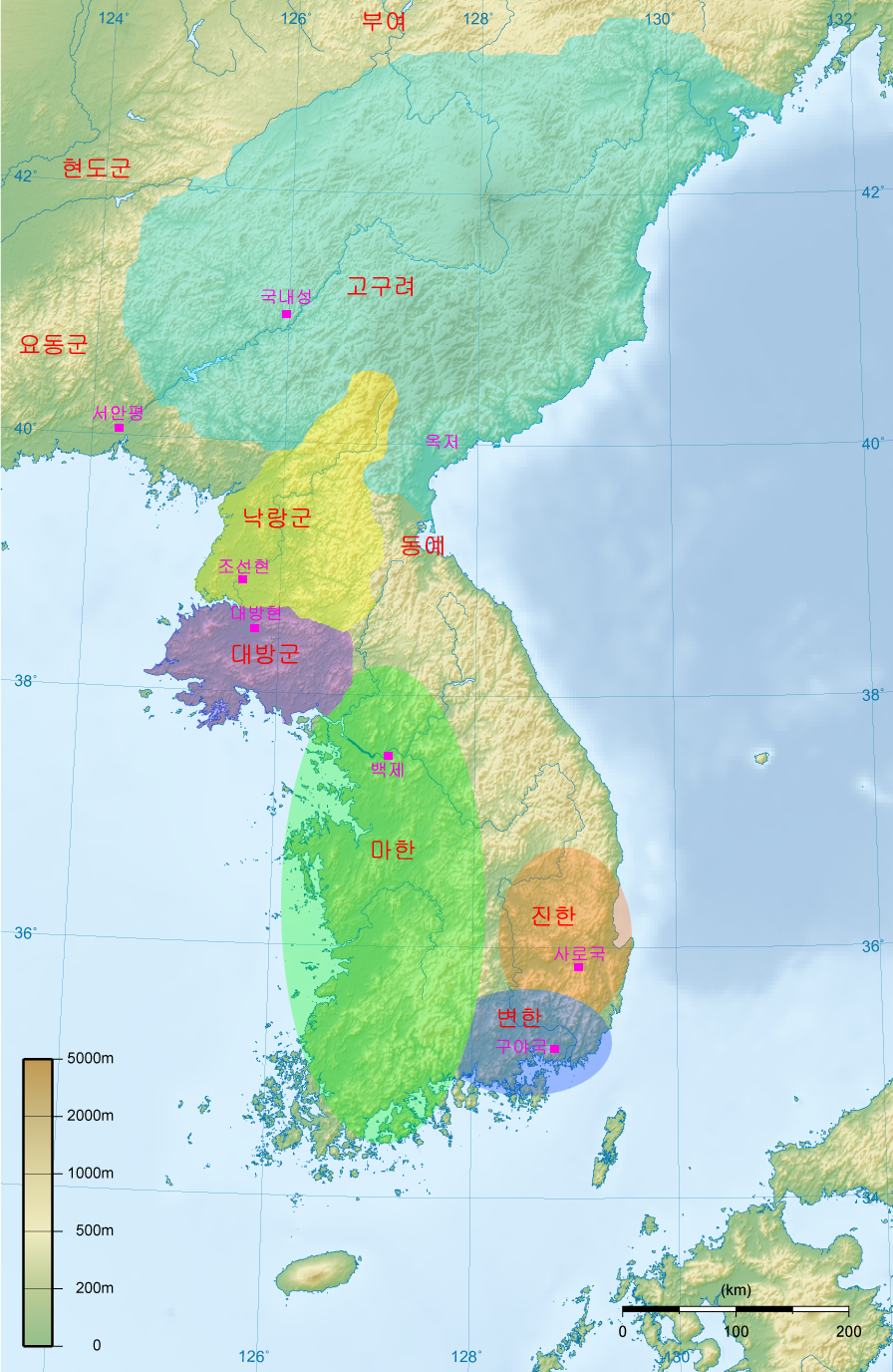
낙랑군을 분할하여 대방군을 설치(204년)

낙랑군(樂浪郡, 문화어: 락랑군, 기원전 108년~기원후 313년)은 전한 무제가 위만조선을 점령하고 세운 한사군 중 하나로, 현도군과 함께 최후까지 남은 변군(邊郡)이다. 대략 한반도 북부를 관할하였다. 한나라가 멸망한 후에도 중국의 변군으로 존속하였으며 고구려 미천왕에 의해 축출될 때까지 약 420년에 걸쳐 한반도 및 만주 일대의 민족들과 대립하고 교류하면서 많은 영향을 끼쳤다.

## 이름
벡스터-사가르, 베른하르드 칼그렌 등에 따르면 '樂'(낙)의 상고 한음은 */g-rawk/으로 재구되는데 유창균(2000)은 이를 '가락'과 동의어라는 견해를 제시한 바 있다.

## 역사
기원전 108년(원봉 3년), 위만조선을 멸망시킨 무제는 위만조선의 영내에 낙랑·진번·임둔 3군을 설치하고, 이듬해에 현도군을 추가로 설치하여 직할 통치 하에 두었다. 기원전 82년(시원 5년), 진번·임둔을 폐지하여 각기 낙랑군과 현도군에 병합시켰고, 기원전 75년에는 토착민들의 반발로 현도군이 집안 방면(국내, 환도 지역)으로 이치되었다. 이때 현도군·구 임둔군의 일부 현들이 낙랑군에 편입되어 최종적으로 구 위만조선의 영역에는 낙랑군이 남게 되었다. 낙랑군은 진번·현도의 영역에 각각 남부도위(南部都尉)와 동부도위를 설치하여 관리하였다. 부도위는 변방의 이민족들을 통제하고 방어하는 역할을 가진 부속 행정구역으로, 남부도위(황해도)와 동부도위(함경도·강원도) 역시 한(韓)과 예맥을 통제하기 위해 설치된 것으로 보인다.
당시 낙랑군 일대에는 위만조선의 유민뿐만 아니라 위만조선 및 그 이전 시기에 이주해 온 중국인들이 살고 있었으며, 이를 ‘낙랑조선인’이라 불렀다고 한다. 낙랑군의 토착 세력은 고고학적으로 목곽묘를 남긴 세력으로 구별된다. 기원전 1세기 전반부터 2세기까지 낙랑군은 '귀틀 무덤'의 단계로 돌입한다. 기존 토착 낙랑인의 목곽묘를 대체한 귀틀 무덤 집단은 왕씨 세력을 필두로 많은 호화 부장품들과 철제 무기를 부장하였으며, 상당한 호족 세력으로 성장하였다. 낙랑군은 황해를 통한 해상 교류로 산둥반도 일대와 밀접한 관계를 맺었으며, 낙랑의 유력한 한나라인들 가운데는 산동반도에서 이주해온 이들도 있었다. 전한 시기에 상당한 번영을 누려서 25개 현을 거느리고 인구가 40만에 이르렀으며, 주변의 여러 부족 및 소국들에 조복과 의책을 수여하면서 통제하여 한반도 전역에 영향력을 행사하였다.
신나라 때에도 낙랑군은 번영하였고, 신나라 말의 혼란기에 산동 지방의 인구가 유입되기도 하였다. 25년에는 낙랑군에서 반란이 일어나 토인(土人) 왕조(王調)가 낙랑태수를 죽이고 대장군 낙랑태수라고 칭하였다. 후한이 건국되고 광무제가 군벌들을 제압하는 가운데 30년에 왕준(王遵)을 파견하여 낙랑의 호족 왕굉(王閎) 등과 합세, 왕조를 죽이고 낙랑군을 수복하였다. 이때 후한은 동부도위를 폐지하고 동부도위가 다스리던 영동 7현을 포기하였다. 이에 따라 이들 지역에는 여러 소국들이 난립하였는데, 화려, 불내 등의 소국이 전해진다. 일각에서는 대무신왕 때 정복된 낙랑국도 영동 7현의 세력 중 하나라 보기도 한다.
2세기 후반, 중국의 혼란을 틈타 요동군을 중심으로 공손탁(공손도)이 독립적인 세력을 갖추어 낙랑까지 지배하였다. 이 시기에는 고구려 및 한(韓)이 강성하여 낙랑군은 주변 소국들을 제압하지 못하고 다수의 민호가 삼한으로 유망하기도 하였다. 공손강은 3세기 초 낙랑군의 남쪽 현을 분리하여 대방군을 설치하였으며 공손모(公孫摸)·장창(張敞) 등을 파견하여 삼한으로 유망하는 유민(流民)을 막아 낙랑·대방군의 쇠퇴를 막았다.
위나라가 건국된 후 238년 명제가 사마의로 하여금 공손연을 토벌할 때 유흔(劉昕)과 선우사(鮮于嗣)를 보내 낙랑·대방도 평정하였다. 이후 3세기 동안 낙랑군은 고구려 및 한반도 일대에 강력한 영향력을 행사하였다. 관구검의 고구려 공격에 지원군으로 참여하였으며, 마한의 소국 세력에 대한 지배권을 놓고 군사적으로 충돌하여 막대한 타격을 입히기도 했다. 그러나 서진이 건국된 이후 백제 및 고구려의 공격이 가속화되어 낙랑군은 점차 약화되었다. 낙랑군이 쇠퇴하면서 이를 대신해 한반도 및 남만주 일대의 제민족을 통제하기 위해 동이교위가 설치되었다. 304년 이후 오호십육국시대의 혼란이 시작되면서 낙랑군과 대방군은 중국 군현으로서의 역할을 완전히 상실하고 군벌 장통(張統)의 지배를 받게 되었다. 그리고 313년에 미천왕이 낙랑을 공격하여 2천의 남녀를 포로로 잡았으며 장통이 일부 민호를 이끌고 요동의 모용씨(摹容氏)에게 투항함으로써 한반도에서 낙랑군은 축출되었다.
이후에도 모용씨 및 북위 시기에 낙랑 및 대방군은 요서 지역에서 계속 존속되거나 이름만 존재하는 군현으로 나타나기도 한다. 백제와 고구려는 낙랑, 대방 지역을 두고 서로 다투며 중국에게서 명목상 ‘낙랑태수’, ‘낙랑공’ 등의 작위를 받았으며, 낙랑은 고구려를 가리키는 명칭으로 계속 이어졌다. 통일신라 이후에는 신라를 가리켜 낙랑이라 일컫기도 하였다.

## 소속 현
낙랑군의 소속 현은 시대에 따라 계속 변화하여 일정하지 않다. 《한서》에는 25개 현, 《후한서》에는 18개 현이 소속된 것으로 나타나며, 《진서》에는 낙랑군 소속으로 6개 현, 대방군 소속으로 7개 현이 기록되어 있다. 최근에 발견된 낙랑군의 호구 조사 목간(기원전 45년)에는 모두 25개 현의 호구가 기록되어 있다. 아래 표는 목간에 나타난 순서를 고려해 정리한 것이다.
| 현의 이름          | 추정되는 위치                                  | 연혁 |
| ------------------ | ---------------------------------------------- | --- |
| 조선현(朝鮮縣)     | 평양직할시 낙랑구역 토성동 낙랑토성            | 전한 무제가 점령한 후에 조선현(원래 고조선의 왕험성으로 추정)을 치소로 낙랑군이 설치되었다. 후한 말기에 공손탁의 아들 공손강이 둔유현 남쪽에 대방군을 설치하였다. 313년에 고구려에 의해 축출되었다.                                                                                         |
| 남감현(䛁邯縣)     | 위치 미상                                      | 전한 무제가 점령한 후에 조선현(원래 고조선의 왕험성으로 추정)을 치소로 낙랑군이 설치되었다. 후한 말기에 공손탁의 아들 공손강이 둔유현 남쪽에 대방군을 설치하였다. 313년에 고구려에 의해 축출되었다.                                                                                         |
| 증지현(增地縣)     | 위치 미상                                      | 전한 무제가 점령한 후에 조선현(원래 고조선의 왕험성으로 추정)을 치소로 낙랑군이 설치되었다. 후한 말기에 공손탁의 아들 공손강이 둔유현 남쪽에 대방군을 설치하였다. 313년에 고구려에 의해 축출되었다.                                                                                         |
| 점제현(黏蟬縣)     | 평안남도 온천군 성현리 어을동고성(於乙洞古城)  | 전한 무제가 점령한 후에 조선현(원래 고조선의 왕험성으로 추정)을 치소로 낙랑군이 설치되었다. 후한 말기에 공손탁의 아들 공손강이 둔유현 남쪽에 대방군을 설치하였다. 313년에 고구려에 의해 축출되었다.                                                                                         |
| 패수현(浿水縣)     | 위치 미상                                      | 전한 무제가 점령한 후에 조선현(원래 고조선의 왕험성으로 추정)을 치소로 낙랑군이 설치되었다. 후한 말기에 공손탁의 아들 공손강이 둔유현 남쪽에 대방군을 설치하였다. 313년에 고구려에 의해 축출되었다.                                                                                         |
| 탄열현(吞列縣)     | 위치 미상                                      | 전한 무제가 점령한 후에 조선현(원래 고조선의 왕험성으로 추정)을 치소로 낙랑군이 설치되었다. 후한 말기에 공손탁의 아들 공손강이 둔유현 남쪽에 대방군을 설치하였다. 313년에 고구려에 의해 축출되었다.                                                                                         |
| 사망현(駟望縣)     | 위치 미상                                      | 전한 무제가 점령한 후에 조선현(원래 고조선의 왕험성으로 추정)을 치소로 낙랑군이 설치되었다. 후한 말기에 공손탁의 아들 공손강이 둔유현 남쪽에 대방군을 설치하였다. 313년에 고구려에 의해 축출되었다.                                                                                         |
| 누방현(鏤方縣)     | 평안남도 성천군                                | 전한 무제가 점령한 후에 조선현(원래 고조선의 왕험성으로 추정)을 치소로 낙랑군이 설치되었다. 후한 말기에 공손탁의 아들 공손강이 둔유현 남쪽에 대방군을 설치하였다. 313년에 고구려에 의해 축출되었다.                                                                                         |
| 수성현(遂城縣)     | 위치 미상 (이병도는 황해북도 수안군에 비정)    | 전한 무제가 점령한 후에 조선현(원래 고조선의 왕험성으로 추정)을 치소로 낙랑군이 설치되었다. 후한 말기에 공손탁의 아들 공손강이 둔유현 남쪽에 대방군을 설치하였다. 313년에 고구려에 의해 축출되었다.                                                                                         |
| 혼미현(渾彌縣)     | 위치 미상                                      | 전한 무제가 점령한 후에 조선현(원래 고조선의 왕험성으로 추정)을 치소로 낙랑군이 설치되었다. 후한 말기에 공손탁의 아들 공손강이 둔유현 남쪽에 대방군을 설치하였다. 313년에 고구려에 의해 축출되었다.                                                                                         |
| 둔유현(屯有縣)     | 위치 미상 (이병도는 황해북도 황주군에 비정)    | 전한 무제가 점령한 후에 조선현(원래 고조선의 왕험성으로 추정)을 치소로 낙랑군이 설치되었다. 후한 말기에 공손탁의 아들 공손강이 둔유현 남쪽에 대방군을 설치하였다. 313년에 고구려에 의해 축출되었다.                                                                                         |
| 대방현(帶方縣)     | 황해북도 사리원시 당토성(唐土城)               | 원래 위만조선의 진번 땅이었으며, 전한 무제가 점령한 후에 진번군이 설치되었다. 기원전 82년에 진번군이 폐지된 후 낙랑군에 편입되어 남부도위에 속했으나, 기원후 30년에 남부도위가 폐지되었다. 후한 말기에 공손강이 대방현을 치소로 대방군을 설치하였다. 314년에 고구려에 의해 축출되었다.      |
| 열구현(列口縣)     | 황해남도 은률군                                | 원래 위만조선의 진번 땅이었으며, 전한 무제가 점령한 후에 진번군이 설치되었다. 기원전 82년에 진번군이 폐지된 후 낙랑군에 편입되어 남부도위에 속했으나, 기원후 30년에 남부도위가 폐지되었다. 후한 말기에 공손강이 대방현을 치소로 대방군을 설치하였다. 314년에 고구려에 의해 축출되었다.      |
| 장잠현(長岑縣)     | 위치 미상 - 황해남도 신천군 남부면 봉황리 추정 | 원래 위만조선의 진번 땅이었으며, 전한 무제가 점령한 후에 진번군이 설치되었다. 기원전 82년에 진번군이 폐지된 후 낙랑군에 편입되어 남부도위에 속했으나, 기원후 30년에 남부도위가 폐지되었다. 후한 말기에 공손강이 대방현을 치소로 대방군을 설치하였다. 314년에 고구려에 의해 축출되었다.      |
| 해명현(海冥縣)     | 위치 미상                                      | 원래 위만조선의 진번 땅이었으며, 전한 무제가 점령한 후에 진번군이 설치되었다. 기원전 82년에 진번군이 폐지된 후 낙랑군에 편입되어 남부도위에 속했으나, 기원후 30년에 남부도위가 폐지되었다. 후한 말기에 공손강이 대방현을 치소로 대방군을 설치하였다. 314년에 고구려에 의해 축출되었다.      |
| 소명현(昭明縣)     | 황해남도 신천군 북부면 서호리                  | 원래 위만조선의 진번 땅이었으며, 전한 무제가 점령한 후에 진번군이 설치되었다. 기원전 82년에 진번군이 폐지된 후 낙랑군에 편입되어 남부도위에 속했으나, 기원후 30년에 남부도위가 폐지되었다. 후한 말기에 공손강이 대방현을 치소로 대방군을 설치하였다. 314년에 고구려에 의해 축출되었다.      |
| 제해현(提奚縣)     | 위치 미상                                      | 원래 위만조선의 진번 땅이었으며, 전한 무제가 점령한 후에 진번군이 설치되었다. 기원전 82년에 진번군이 폐지된 후 낙랑군에 편입되어 남부도위에 속했으나, 기원후 30년에 남부도위가 폐지되었다. 후한 말기에 공손강이 대방현을 치소로 대방군을 설치하였다. 314년에 고구려에 의해 축출되었다.      |
| 함자현(含資縣)     | 위치 미상 - 황해남도 안악군 안악읍 유성리 추정 | 원래 위만조선의 진번 땅이었으며, 전한 무제가 점령한 후에 진번군이 설치되었다. 기원전 82년에 진번군이 폐지된 후 낙랑군에 편입되어 남부도위에 속했으나, 기원후 30년에 남부도위가 폐지되었다. 후한 말기에 공손강이 대방현을 치소로 대방군을 설치하였다. 314년에 고구려에 의해 축출되었다.      |
| 동이현(東暆縣)     | 위치 미상                                      | 원래 위만조선의 임둔 땅이었으며, 전한 무제가 점령한 후에 임둔군이 설치되었다. 기원전 82년에 임둔군이 폐지된 후 현도군에 편입되었으며, 기원전 75년 낙랑군에 편입되어 동부도위가 설치되었다. 전·후한 교체기에 유명무실해져 중국세력의 지배에서 벗어났고, 기원후 30년에 동부도위가 폐지되었다. |
| 잠태현(蠶台縣)     | 위치 미상                                      | 원래 위만조선의 임둔 땅이었으며, 전한 무제가 점령한 후에 임둔군이 설치되었다. 기원전 82년에 임둔군이 폐지된 후 현도군에 편입되었으며, 기원전 75년 낙랑군에 편입되어 동부도위가 설치되었다. 전·후한 교체기에 유명무실해져 중국세력의 지배에서 벗어났고, 기원후 30년에 동부도위가 폐지되었다. |
| 불이현(不而縣)     | 위치 미상                                      | 원래 위만조선의 임둔 땅이었으며, 전한 무제가 점령한 후에 임둔군이 설치되었다. 기원전 82년에 임둔군이 폐지된 후 현도군에 편입되었으며, 기원전 75년 낙랑군에 편입되어 동부도위가 설치되었다. 전·후한 교체기에 유명무실해져 중국세력의 지배에서 벗어났고, 기원후 30년에 동부도위가 폐지되었다. |
| 화려현(華麗縣)     | 함경남도 금야군                                | 원래 위만조선의 임둔 땅이었으며, 전한 무제가 점령한 후에 임둔군이 설치되었다. 기원전 82년에 임둔군이 폐지된 후 현도군에 편입되었으며, 기원전 75년 낙랑군에 편입되어 동부도위가 설치되었다. 전·후한 교체기에 유명무실해져 중국세력의 지배에서 벗어났고, 기원후 30년에 동부도위가 폐지되었다. |
| 사두매현(邪頭昧縣) | 위치 미상                                      | 원래 위만조선의 임둔 땅이었으며, 전한 무제가 점령한 후에 임둔군이 설치되었다. 기원전 82년에 임둔군이 폐지된 후 현도군에 편입되었으며, 기원전 75년 낙랑군에 편입되어 동부도위가 설치되었다. 전·후한 교체기에 유명무실해져 중국세력의 지배에서 벗어났고, 기원후 30년에 동부도위가 폐지되었다. |
| 전막현(前莫縣)     | 위치 미상                                      | 원래 위만조선의 임둔 땅이었으며, 전한 무제가 점령한 후에 임둔군이 설치되었다. 기원전 82년에 임둔군이 폐지된 후 현도군에 편입되었으며, 기원전 75년 낙랑군에 편입되어 동부도위가 설치되었다. 전·후한 교체기에 유명무실해져 중국세력의 지배에서 벗어났고, 기원후 30년에 동부도위가 폐지되었다. |
| 부조현(夫租縣)     | 함경남도 함주군                                | 원래 위만조선의 임둔 땅이었으며, 전한 무제가 점령한 후에 임둔군이 설치되었다. 기원전 82년에 임둔군이 폐지된 후 현도군에 편입되었으며, 기원전 75년 낙랑군에 편입되어 동부도위가 설치되었다. 전·후한 교체기에 유명무실해져 중국세력의 지배에서 벗어났고, 기원후 30년에 동부도위가 폐지되었다. |

## 위치 및 성격 논란

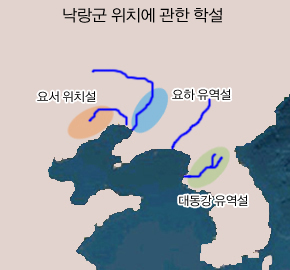
낙랑군 위치에 관한 학설

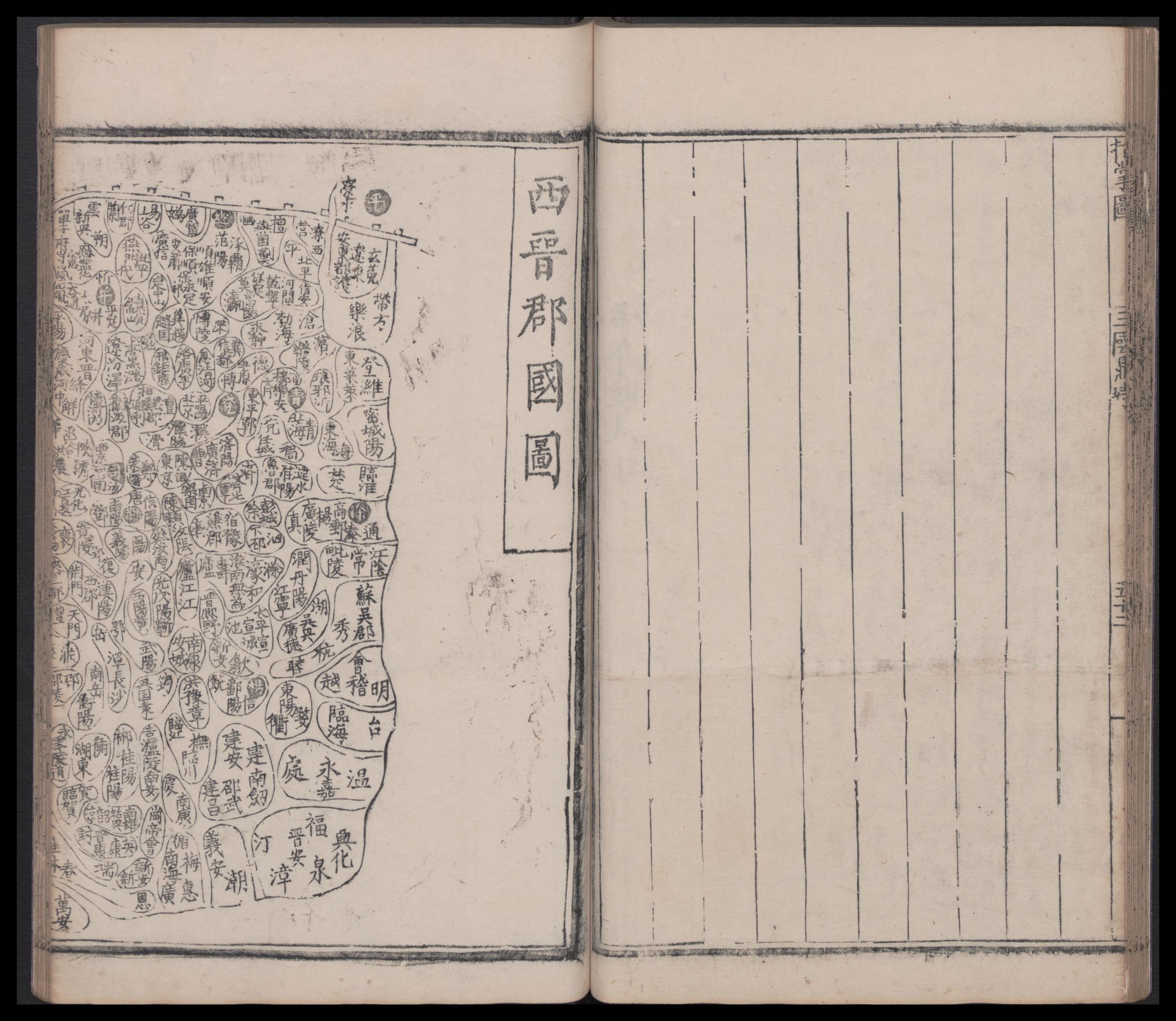
서진군국도의 낙랑군, 대방군, 현도군 위치

### 위치
한국과 중국, 일본 등 대부분의 역사학계는 각종 문헌 자료와 고고학 발굴 결과를 토대로 낙랑군이 평양 일대를 중심으로 한반도 북부에 존속하였다고 보고 있다. 반면에 조선민주주의인민공화국의 역사학계와 소수의 대한민국 역사학자, 재야사학자 등은 중국의 랴오닝성이나 허베이성 일대라고 주장하고 있다.
낙랑군의 위치를 직접적으로 전하는 사료인 《당서》와 《신당서》〈고구려전〉에는 고구려의 수도 평양성이 과거 낙랑군이라 하였다. 한국의 정사(正史)인 《삼국사기》, 《고려사》, 《조선왕조실록》, 지리서인 《신증동국여지승람》 등에서도 모두 낙랑군이 평양 일대에 있었다고 기록하고 있는 등 다수의 사료에서 낙랑군의 위치를 평양 일대로 전하고 있다. 조선시대의 한백겸, 안정복, 한치윤, 정약용 등 대다수의 실학자들도 낙랑군의 위치를 한반도 북부로 인식하였다.
한편, 《요사》〈지리지〉를 비롯한 일부 기록에 낙랑군이 만주 서부(요동 혹은 요서)에 있었다고 기록하고 있어 차이를 보인다. 이를 토대로 일부 근대 이전의 학자들이 낙랑군의 위치를 평양이 아니라고 파악하기도 했다. 그러나 안정복, 한진서 등은 모용씨 및 북위 시기에 요동ㆍ요서로 낙랑군을 교치하였던 사실을 《요사》를 비롯한 일부 사료의 편저자들이 혼동하여 한나라 때부터 요동ㆍ요서에 낙랑군이 있었던 것으로 잘못 기록한 것이라 비판하였다.
낙랑군의 위치에 대한 논란을 일으킨 또 다른 기록으로 중국의 고대 하천의 지리를 기록한 《수경》이 있다. 《수경》에는 패수(浿水)가 동쪽 바다로 흘러들어 간다고 하여 서쪽으로 흘러 황해로 이어지는 대동강과 흐름이 다르게 묘사되었고, 이를 근거로 패수가 대동강이 아닌 베이징 근방의 다른 강이며 낙랑군 역시 이곳에 있었다고 주장하는 일부 재야사학자들이 나타났다. 그러나 《한서》〈지리지〉는 패수가 서쪽으로 흘러간다고 기록되어 있으며, 역도원은 고구려 사신에게 직접 패수의 방향과 성의 위치를 듣고는 《수경》에 쓰여진 방향이 틀렸다고 주석을 달아 옛 낙랑군의 위치가 고구려의 수도 평양성임을 확인하였다. 《삼국사기》, 《고려사》〈지리지〉, 《세종실록》〈지리지〉, 《신증동국여지승람》을 비롯한 여러 기록들 역시 모두 패수를 평양의 대동강이라 비정하고 있다.
일제강점기와 현재에 걸쳐서 평양 일대에서는 봉니(封泥)·한나라식 무덤·인장(印章)·벽돌·그릇·칠기 등 한나라 유물들이 대량으로 발굴됨으로써 낙랑군은 평양시 대동강 남안의 낙랑토성 일대가 중심이라는 통설을 뒷받침했다. 2007년에는 2005년 평양에서 출토되었던 목간을 분석하여 낙랑지역 25개 현의 인구 규모와 위치 등을 판독·연구한 결과 평양 일대라고 확실시하고 있다. 이러한 고고학 발굴 결과가 일제의 조작이라거나 고구려에 의해 포로로 끌려온 한족들의 유적이라는 소수의 주장이 있으나 뒷받침하는 근거는 없다. 1993년에 랴오닝성 후루다오시에서 나온 임둔태수 봉니를 근거로 낙랑군이 이 지역에 있다고 주장하기도 하나 평양 일대에서 다수 출토된 봉니에 대해서 설명하지 못하는 한계가 있다.
이러한 점들로 인해 현재 전세계 역사학계의 지배적 정설은 평양 중심의 한반도북부설이다. 반면에 조선민주주의인민공화국의 역사학계는 평양 일대의 낙랑 고분 및 유물들을 낙랑군의 것이 아닌 낙랑국의 것이라 보고, 낙랑군은 한반도가 아니라 요동 지역에 있었다고 주장한다. 그 밖에 윤내현, 복기대 등의 요서라는 주장을 비롯하여 랴오닝 성이나 허베이성이라는 주장이 주로 재야사학자들에 의해 제기되었으며 이러한 비전문가의 주장에 동조하는 국회의원이 학계에 압력을 행사하기도 한다. 그러나 대한민국의 역사학계에서는 이러한 주장들이 다수의 고고학적인 증거를 근거 없이 무시하고 잘못된 문헌 사료의 취합을 통해서 나타나는 것으로서 학문적 가치가 없다고 판단하고 있다.

### 성격
평양 낙랑고분에서는 고조선 고유의 비단과 독특한 세형동검문화가 나타나는 등 고조선 지배세력의 기반은 낙랑군에서도 어느 정도 유지된 것으로 보인다. 묘제의 변천 역시 기원 전후까지는 주로 목곽묘였다가 이후 1세기를 중심으로 중국 중원 및 다른 한반도에서는 보이지 않는 귀틀묘가 유행한다. 즉 낙랑군 설치 이후 한나라계 주민은 고조선화하고, 고조선계 주민은 한화(漢化)한다고 말할 수 있는데 다만 시간이 갈수록 한화가 가속화된다. 오영찬은 ‘낙랑문화는 중국과 고조선 세력의 영향력이 교차하고 융합해서 이룬 독특한 문화’라고 보고, 낙랑인이라는 종족집단(ethnic group)을 거론하였다.

## 낙랑과 낙랑국
30년 경에 고구려의 대무신왕과 관련된 호동 설화에 등장하는 최리의 낙랑국을 낙랑군으로 보는 학설도 있다.

## 같이 보기
- 락랑구역

## 참고 자료
- 이 문서에는 다음커뮤니케이션(현 카카오)에서 GFDL 또는 CC-SA 라이선스로 배포한 글로벌 세계대백과사전의 내용을 기초로 작성된 글이 포함되어 있습니다.